# Cellou Baldé
Pour les articles homonymes, voir Baldé.
Cellou Baldé, est un homme politique guinéen.
Il est le Ministre de la jeunesse dans le gouvernement Bah Oury depuis le 29 juillet 2025.
Député uninominal de Labé au compte du partie de l'UFDG.

## Parcours professionnel
Avant d'être ministre, il etait responsable des fédérations de l’intérieur du pays de l’Union des Forces Démocratiques de Guinée et député uninominale de Labé au compte du partie de l'opposition UFDG de Cellou Dalein Diallo.
En mars 2025, il fut démis de ses fonctions au sein de l’UFDG pour avoir rencontré le président Mamadi Doumbouya sans l’approbation de son parti. Cette rencontre avait été perçue par la direction de l’UFDG comme une transgression flagrante de sa ligne, le parti étant farouchement opposé à la junte au pouvoir.
Il est nommé par décret le 29 juillet 2025, Ministre de la jeunesse en remplacement de Keamou Bogola Haba qui cède le portefeuille de jeunesse qui etait associer avec le ministère des sport.